# Two Is Better Than One
«Two Is Better than One» es el título de una canción escrita por Martin Johnson. Fue grabada por la banda de rock alternativo Boys Like Girls. Fue incluida en el segundo álbum de estudio, Love Drunk, que fue lanzado en el 2009. La canción es el segundo sencillo oficial del álbum. Aparece Taylor Swift, la segunda vez que una artista de country pop está involucrada en un sencillo éxito como artista principal.
Debido a su reciente popularidad, la canción se ha convertido en el tercer y segundo sencillo consecutivo en Top 40 en Billboard Hot 100. También, le dio a Swift el decimoprimer Top 40 en la lista. En esa semana del 9 de enero de 2010, la canción se convirtió en el sencillo Top 20 en Billboard Hot 100, convirtiéndose en su sencillo más exitoso a la fecha, y en el sencillo número once en el Top 20 de Swift.

## Recepción
El sencillo fue enviado a las estaciones de radio en Estados Unidos el 19 de octubre de 2009. "Two Is Better Than One" debutó en el número 92 en el Billboard Hot 100. Cayó la semana que viene pero entró de vuelta en el número 79 y se elevó la semanas iguiente en el número 64. Se ha convertido en el tercer Top 40 de Boys Like Girls en el Hot 100 como también el décimo primer en el Top 40 de Swift. Ha sido el mayor éxito de la banda hastal a fecha.

## Vídeo musical
Un vídeo musical para la canción fue hecho. Swift no aparece en el vídeo, pero su voz se escucha. Fue dirigido por Meiert Avis. El vídeo musical muestra a Erik Huffman de Survivor: China y Mika Combs de The Amazing Race 15. El vídeo musical muestra la historia de una relación entre una pareja (interpretada por Huffman y Combs). Una escena dónde la banda se presenta en un pasillo es mostrada, comenzando con Johnson tocando la guitarra antes de que el resto de la banda aparece.

## Listas
| Lista (2009–2010)                  | Posición máxima |
| ---------------------------------- | --------------- |
| Canadian Hot 100                   | 18              |
| U.S. Billboard Hot 100             | 18              |
| U.S. Mainstream Top 40 (Pop Songs) | 7               |
| U.S. Adult Contemporary            | 29              |

### Certificaciones
| País          | Certificaciones (Ventas) |
| ------------- | ------------------------ |
| United States | Platino                  |